# George Hincapie
George Hincapie, ameriški kolesar, * 29. junij 1973, Queens, New York.
Hincapie velja za najboljšega pomočnika Lanca Armstronga, ko je le-ta sedemkrat zmagal na Touru in je edini, ki je bil v njegovem moštvu pri vseh uspehih. Sodi med specialiste za klasične spomladanske dirke, na katerih se je doslej med deseterico zavihtel 15-krat. Štirikrat (1992, 1996, 2000, 2004) je nastopil na Olimpijskih igrah, 11-krat zapored pa na Touru. Odkar je leta 1994 prestopil med profesionalce je vedno nastopal za Discovery Channel, ki je v tem času dvakrat zamenjal ime (Motorola in US Postal Service).
Hincapie meri 1.91 m in tehta 79 kg.

## Največji uspehi
| Uvrstitev | Vrsta dirke                                     | Sezona | Država   |
| --------- | ----------------------------------------------- | ------ | -------- |
| 1. mesto  | rumena majica na Touru                          | 2006   | Francija |
| 1. mesto  | Gent-Wevelgem                                   | 2001   | Belgija  |
| 1. mesto  | etapa na Touru                                  | 2005   | Francija |
| 1. mesto  | dve etapi na Dauphiné Libéré                    | 2005   | Francija |
| 1. mesto  | Ameriško prvenstvo, cestna dirka, tudi po jašku | 1998   | ZDA      |
| 2. mesto  | Pariz-Roubaix                                   | 2005   | Francija |
| 3. mesto  | Dirka po Flandriji                              | 2006   | Belgija  |